# Musée de l'Orient d'Okayama
Le musée de l'Orient d'Okayama (岡山市立オリエント美術館, Okayama Shiritsu Oriento Bijutsukan) est un musée consacré au proche-Orient ancien, à l'art roman provincial, à l'art byzantin, à l'art des Sassanides et à art islamique, situé à Okayama, préfecture d'Okayama au Japon. Il y a en 2007 quelque 4 852 objets, dont des reliefs assyriens ailés. Le musée est un bâtiment primé conçu par Okada Architect & Associates.